# Integrált közlekedési rendszer
Az Integrált közlekedési rendszer egy olyan integrált ütemes menetrenden alapuló közösségi közlekedési rendszer, amelyben az egyes közlekedési módok menetrendje mellett a tarifarendszer, az utastájékoztatás is egységes rendszert alkot. Az integrált közlekedési rendszer jellegzetes megjelenési formája a közlekedési szövetség. Egy integrált közlekedési rendszer tartalmazhat olyan elemeket is, amelyek az egyéni és közösségi közlekedés kapcsolatát is magában foglalják. (Például: bérletként is használható P+R parkolójegy)

## Integrált közlekedési rendszerek
- BKK (Budapesti Közlekedési Központ / Budapest) és MÁV-csoport (MÁV Személyszállítási Zrt. / országos) - Magyarország[forrás?]
- TfL (Transport for London) - Egyesült Királyság[forrás?]
- BVG (Berliner Verkehrsbetriebe) - Németország[forrás?]
- WL (Wiener Linien) - Ausztria[forrás?]
- VOR - Verkehrsverbund Ost-Region - Ausztria
- ZVV - Zürcher Verkehrsverbund - Svájc
- IDS JMK - Integrovaný dopravní systém Jihomoravského kraje - Csehország
- IS - Transporto Integrato Alto Adige - Olaszország